# Переезд (Смоленская область)
Переезд — деревня в Смоленском районе Смоленской области России. Входит в состав Вязгинского сельского поселения. 
По состоянию на 2007 год постоянного населения не имеет. 
Расположена в западной части области в 32 км к северу от Смоленска, в 25 км севернее автодороги М1 «Беларусь», на берегу реки Жереспея. В 33 км южнее деревни расположена железнодорожная станция Смоленск на линии Москва — Минск. 

## История
В годы Великой Отечественной войны деревня была оккупирована гитлеровскими войсками в июле 1941 года, освобождена в сентябре 1943 года. 